# Медичний аутсорсинг
Медичний аутсорсинг — це передача, на основі договору, певних функцій та видів робіт, такими лікувальними та оздоровчими організаціями, як клініки, лікарні, госпіталі, будинки перестарілих, санаторії чи інші інші заклади, що надають медичну та профілактичну допомогу, компаніям, які діють в потрібному напрямку та впливають на безперервну роботу організації; один з різновидів аутсорсингу бізнес-процесів. У дослівному перекладі українською мовою (outsourcing — outer-source-using) термін «аутсорсинг» означає використання зовнішнього джерела, ресурсу.
У міжнародній практиці частіше використовується абревіатура англ. BPO (Business Process Outsourcing), що позначає передачу на зовнішній підряд бізнес-процесів організації, яка виступає як замовник, а стороння організація як виконавець або аутсорсер.
Успіх аутсорсингу високотехнологічних видів медичних послуг пов'язаний із застосуванням передового, інноваційного обладнання та технологій, які потребують висококваліфікованого медичного і технічного персоналу. З огляду на цю обставину, багато госпіталів передають у ведення аутсорсингових компаній свої приміщення стоматології, для приготування харчування, передають ведення документів чи отримують послуги клінінгу.
Охорона здоров'я є однією із основних соціальних функцій держави, в якій аутсорсинг набув найбільшого поширення. Причиною цього є постійне зростання витрат на охорону здоров'я, потреба населення в підвищенні якості медичної допомоги, а також прагнення медичних установ звільнитися від обтяжливої турботи про підвищення кваліфікації обслуговчого персоналу. Економічно розвинуті країни першими почали використовувати медичний аутсорсинг. Зараз ним охоплений широкий спектр послуг від ІТ-сервісу до надання харчування для закладів охорони здоров'я.

## Спрямування

### Медичний персонал
Дефіцит робочої сили в економічно розвинених країнах, скорочення народжуваності і старіння населення в промислово розвинених країн породжують диспропорції на ринках праці багатьох з них. Від цього, в першу чергу, страждають високотехнологічні компанії. Підвищення вимог до компетентнісного рівня працівників на тлі несприятливої демографічної ситуації в розвинених країнах робить цей фактор довготривалим.

### Управління
Медичний менеджмент охоплює використання ІТ для функцій охорони здоров'я, хвороб, догляду та ведення пацієнтів. Стратегії медичного управління призначені для зміни поведінки споживачів і постачальників з метою поліпшення якості та результатів надання медичної допомоги.

### IT— технології
Випереджальний розвиток технологій в інфраструктурних сферах матеріального виробництва — логістиці, підборі персоналу, інформатизації, комп'ютеризації та ін. Внаслідок цього внутрішні підрозділи компаній, що виконують вищезгадані функції, виявляються неконкурентоспроможними в порівнянні зі спеціалізованими організаціями (див. eHealth).

### Прибирання
Аутсорсинг, як сучасне явище виник на етапі зміни багатьох технологій, в тому числі організаційних. Це не просто передача ряду функцій стороннім організаціям, це відмова від видів діяльності, традиційно розглядаються як невід'ємні від надання медичної допомоги: таких як прибирання приміщень — клінінг.

### Харчування
Кейтеринг —  все більше українських медичних закладів переходять на кейтеринг для пацієнтів. Такий вид організації харчування хворих в лікарні називається медичний кейтеринг. Передача лікарняного харчування на аутсорс може супроводжуватися здачею в оренду харчоблоку закладу охорони здоров'я компанії, яка є компетентною в цьому напрямку діяльності..

### Лабораторії
Лабораторні обстеження пацієнта згідно припису лікаря, чи дослідження у фармації.

## Особливості розвитку в Україні
Успіх аутсорсингу високотехнологічних видів медичних послуг пов'язаний із застосуванням передового, інноваційного обладнання та технологій, які потребують висококваліфікованого медичного та технічного персоналу. З огляду на цю обставину, в Україні все частіше медичні заклади передають у ведення аутсорсингових компаній частини своїх робіт: документооборот, приготування їжі, прибирання, дезінфекція, прання, пошук персоналу, навчання та перекваліфікація кадрів, інші. Найбільшої популярності серед спрямувань аутсорсингу у закладах охорони здоров'я в Україні набув приготування їжі.